# Boratycze
Boratycze (ukr. Боратичі) – wieś na Ukrainie, na terenie obwodu lwowskiego, w rejonie jaworowskim (do 2020 roku w rejonie mościskim). 
W II Rzeczypospolitej wieś w powiecie przemyskim w województwie lwowskim.
W 1944 nacjonaliści ukraińscy z OUN-UPA zamordowali tutaj 3 Polaków i 2 Ukraińców.  